# Bess of Hardwick

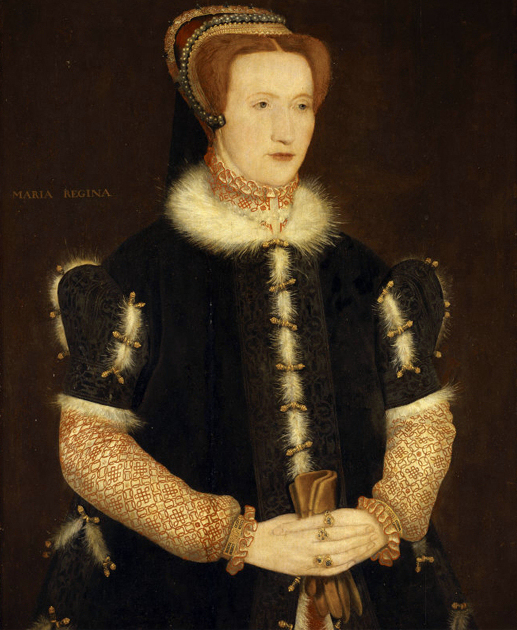
Bess of Hardwick, um 1555

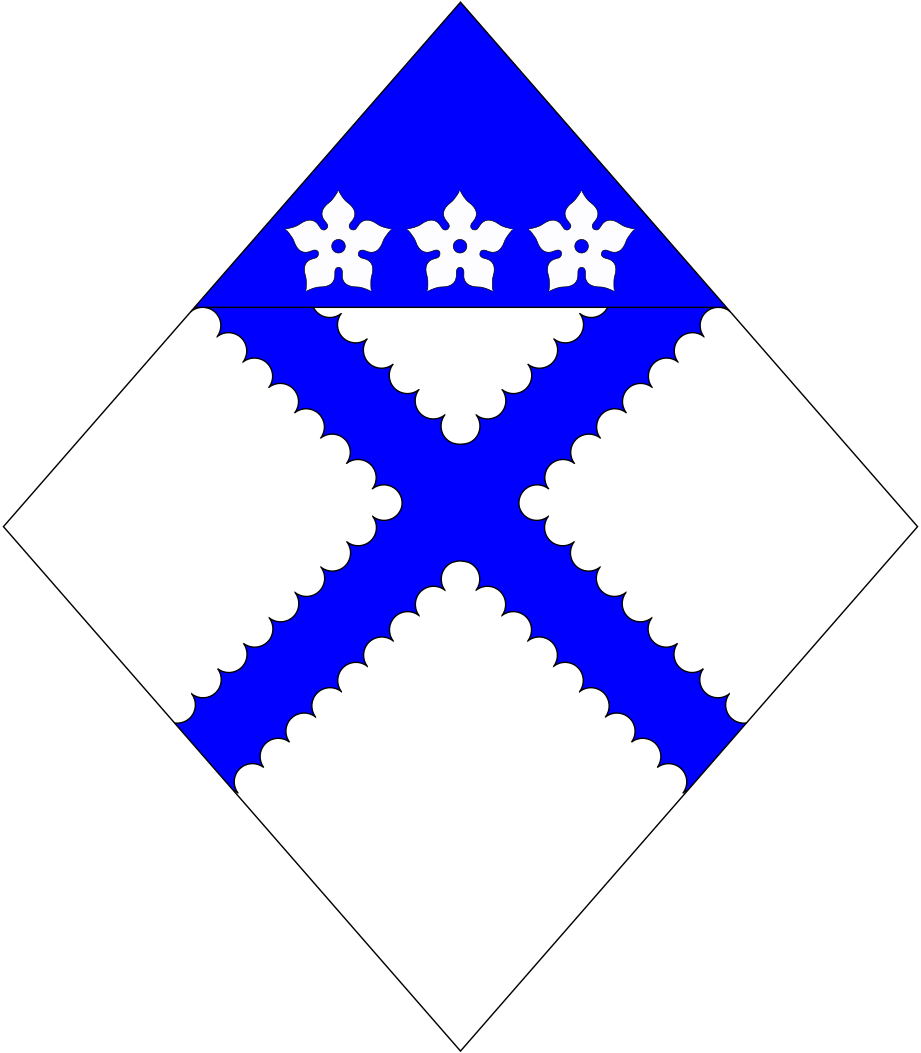
Wappen der Elizabeth Hardwick

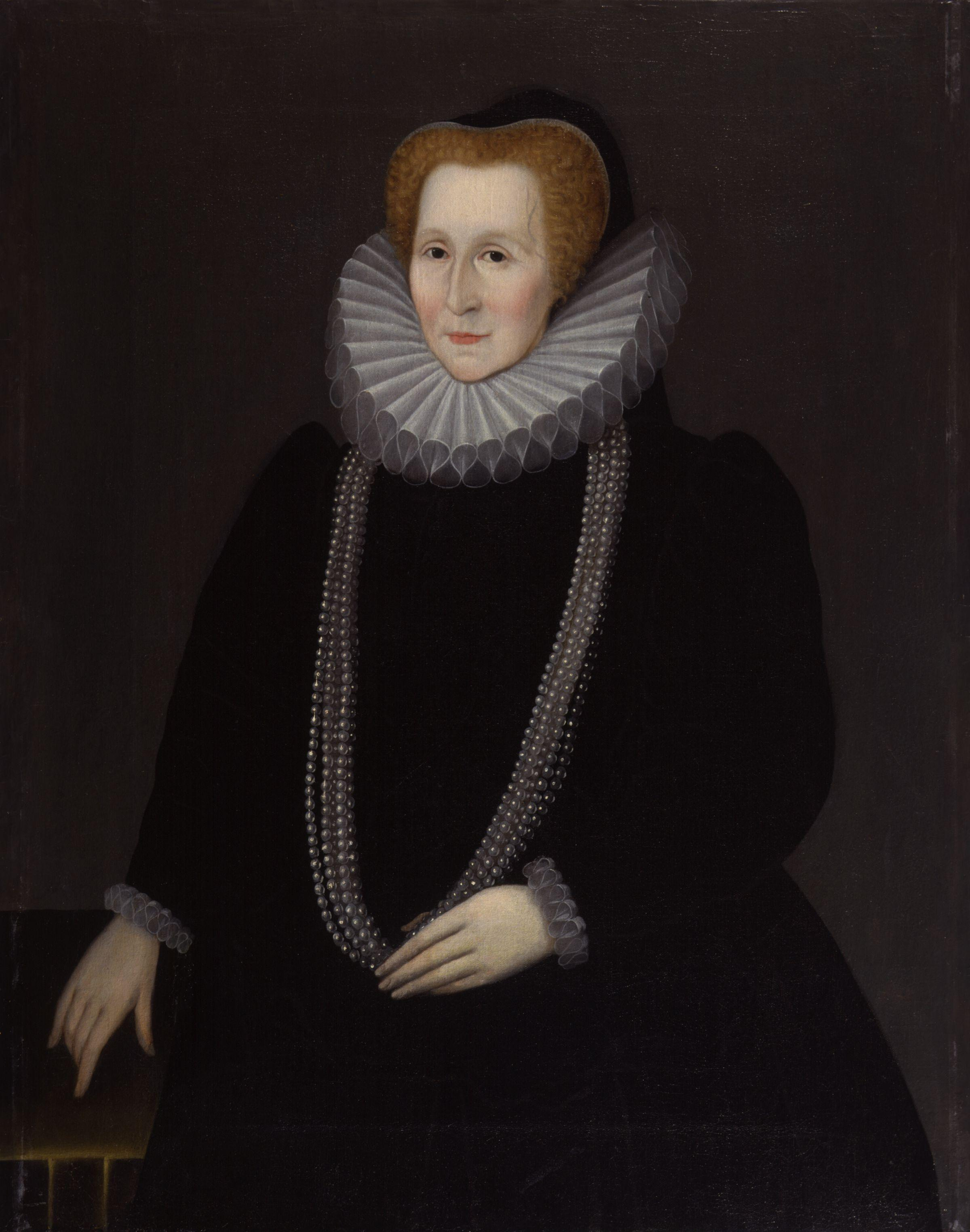
Bess of Hardwick, Countess of Shrewsbury, 1592

Elizabeth Hardwick, Countess of Shrewsbury (auch Hardwicke; * 1527; † 1608), war eine englische Adlige. Sie wurde als Bess of Hardwick bekannt.

## Herkunft und Ehen
Sie entstammte einer Familie der englischen Gentry und war die Tochter und Erbin von John Hardwick, Herr von Hardwick Old Hall in Derbyshire, und dessen Gattin Elizabeth Leeke.
Im Alter von vierzehn Jahren wurde Bess zum ersten Mal verheiratet. Ihr Mann war der erst zwölfjährige Robert Barlow, Erbe eines Nachbargutes. Wahrscheinlich wurde die Ehe nicht vollzogen, da beide sehr jung und Robert zudem schwer krank war. Nach seinem baldigen Tod erbte Bess ein Drittel seines Besitzes.
1547 heiratete sie Sir William Cavendish, einen zweifachen Witwer, der mehr als doppelt so alt war wie sie und zwei Töchter mit in die Ehe brachte. Aus der Ehe gingen acht Kinder hervor, von denen drei Söhne und drei Töchter die ersten Jahre überlebten. Nur zwei Kinder starben als Säuglinge – eine geringe Zahl in einer Zeit hoher Kindersterblichkeit.
1557 starb William Cavendish. 1559 heiratete Bess ihren dritten Mann, Sir William St. Loe, einen Großgrundbesitzer und Bediensteten von Königin Elisabeth I. Auch St. Loe hatte bereits zwei Töchter aus einer früheren Ehe. 1564 oder 1565 starb William St. Loe unter mysteriösen Umständen; wahrscheinlich wurde er von seinem jüngeren Bruder vergiftet. St. Loe vermachte seinen gesamten Besitz Bess, die nun die Verantwortung für zehn Kinder trug – ihre sechs eigenen und die jeweils zwei Stieftöchter ihrer verstorbenen Männer. 
Bess war nunmehr eine reiche Witwe, und St. Loes Verbindung zum Hof verschaffte ihr die Position einer Lady of the Bedchamber bei Königin Elisabeth. Sie war nach wie vor eine attraktive Frau und bei guter Gesundheit, so dass sich viele Bewerber um sie scharten.
Mit Zustimmung der Königin heiratete Bess 1568 ihren vierten Mann, George Talbot, 6. Earl of Shrewsbury, den ranghöchsten Earl Englands, der sieben Kinder mit in die Ehe brachte. Ein Sohn von Shrewsbury heiratete eine Tochter von Bess, eine Tochter von Shrewsbury wiederum einen Sohn von Bess. Durch ihn erlangte Bess den Höflichkeitstitel Countess of Shrewsbury.

## Bess’ Enkelin Arabella Stuart
1574 verheiratete Bess ihre Tochter Elizabeth ohne Wissen der Königin und Shrewsburys mit Charles Stuart, dem jüngeren Bruder von Henry Stewart, Lord Darnley und somit Schwager von Maria Stuart. Charles Stuarts Familie hatte einen Anspruch auf den englischen Thron, weshalb kein Mitglied ohne Erlaubnis der Königin heiraten durfte. Mögliche Nachkommen stellten eine Bedrohung für Königin Elisabeth dar, deren Legitimität zeit ihres Lebens in Frage gestellt wurde. Charles Stuarts Mutter Margaret Douglas verbrachte einige Zeit im Tower, Bess wurde ebenfalls nach London beordert, kam der Aufforderung jedoch nicht nach, sondern wartete ab, bis der Aufruhr sich gelegt hatte. Der von ihr arrangierten Ehe entstammte eine Tochter, Arabella Stuart.

## Die Gefangene Maria Stuart
Einen besonderen Bekanntheitsgrad erreichten Bess und Shrewsbury durch ihren „Gast“ Maria Stuart, die fünfzehn Jahre (1569–1584) ihrer englischen Gefangenschaft bei den Shrewsburys verbrachte. Bess und Shrewsbury hatten seit geraumer Zeit Eheprobleme, die durch Marias Anwesenheit noch verschärft wurden. Bess glaubte offenbar an ein Verhältnis ihres Mannes mit der Gefangenen, was jedoch angesichts von Shrewsburys strengen Moralvorstellungen und seiner schlechten Gesundheit unwahrscheinlich ist. Nicht zuletzt bedeutete die Versorgung der schottischen Königin eine enorme finanzielle Belastung für die Shrewsburys, denn Königin Elisabeth legte Wert auf eine standesgemäße Unterbringung ihrer Cousine und begegnete so dem Vorwurf der Feindseligkeit.
1584 wurde Maria Stuart in die Obhut von Amias Paulet gebracht. Zu diesem Zeitpunkt lebten Bess und ihr Mann bereits getrennt.

## Bauprojekte
Bess wurde bekannt durch ihre Bauprojekte, besonders Hardwick Hall (“Hardwick Hall, more glass than wall”) und Chatsworth House, den heutigen Sitz der Dukes of Devonshire, die als Nachkommen von Bess und ihrem zweiten Mann immer noch den Familiennamen Cavendish tragen.